# Xabea decora
Xabea decora är en insektsart som beskrevs av Walker, F. 1869. Xabea decora ingår i släktet Xabea och familjen syrsor. Inga underarter finns listade i Catalogue of Life.